# Omiletica
L'omiletica è il ramo degli studi teologici cristiani che si occupa dell'arte e della teologia della predicazione. L'arte dell'omiletica ricalca i temi pure trattati dalla retorica, cioè l'invenzione (trovare cosa dire), disposizione (sistemare il materiale), memoria (fissare nella mente ciò che si deve esporre) ed esposizione.
Gli antichi sermoni cristiani erano chiamati omelie, termine derivante dal latino homilia, cioè "conversazione".

## Storia
La forma più antica di predicazione cristiana è quella di un'omelia semplice, dialogata, pratica e pastorale, basata sul testo biblico che è stato letto, e spesso elaborando la varietà di temi che il testo suggerisce, nell'ordine in cui compaiono in esso, senza occuparsi molto della struttura retorica del discorso. Il sermone iniziava dove terminava il testo biblico. Era spesso presentato in modo estemporaneo, sebbene sorgesse da un'attenta preparazione. Era considerato dovere primario del vescovo quello di predicare, e spesso lo faceva seduto su una sorta di trono prospiciente la comunità, mentre l'assemblea stava in piedi.
Notevole è stato lo stile omiletico di Origene (185-254). Sebbene il suo approccio allegorico sia eccezionale per il periodo, tipico è l'intero suo approccio alla predicazione. Predicava sistematicamente attraverso tutti i libri della Bibbia in serie, capitolo per capitolo, versetto per versetto. Fino al quinto secolo egli rimane il modello per eccellenza da seguire.
I grandi predicatori del terzo e del quarto secolo: Basilio, Gregorio nazianzeno, Gregorio di Nissa, Crisostomo, ed Agostino erano consapevoli di vivere in un mondo in cui il normale metodo di comunicazione implicava l'uso della retorica tradizionale. Basilio e Crisostomo mettono in grande evidenza l'importanza dell'interpretazione grammaticale e storica della Bibbia. I sermoni di Crisostomo sono rimarchevoli perché coprono sistematicamente tutta la Bibbia, per le loro applicazioni morali e per il loro coraggio profetico. Sebbene essi riconoscessero la grande differenza che intercorreva fra il compito dei predicatori cristiani e quella dei retori pagani, il cui scopo era soprattutto impressionare l'uditorio con grandi discorsi, essi sentivano come la chiesa dovesse accettare l'aiuto che lo studio della retorica offriva alla predicazione.
La prima importante discussione sull'omiletica in rapporto alla retorica è fatta da Agostino nell'opera "Sulla dottrina cristiana", opera che non ha mai cessato d'essere importante. Ambrogio e Agostino predicano sermoni semplici, pratici ed espositivi che non stavano alla pari di quelli del Padri greci, ma nutrivano, ciononostante, la chiesa. Durante il periodo patristico la predicazione è in gran parte catechetica. Tratta dalla tradizione rabbinica dell'istruzione morale, era finalizzata ad insegnare la fede cristiana ai neo-convertiti. Il "sermone festivo", altro genere omiletico sviluppato durante il periodo patristico, era basato sul panegirico greco. Piuttosto che spiegare un brano delle Sacre Scritture, esso cercava di spiegare ciò che veniva celebrato nella festività ricorrente. Con l'ultimo del Padri latini, San Leone Magno, e poi con San Gregorio Magno il "sermone festivo" diventa sempre più importante.

Durante le invasioni barbariche era difficile istruire predicatori, eppure si distinguono monaci missionari come Patrizio, Columba, Pirmino e Bonifacio, che sviluppano la predicazione evangelistica. Non c'è, però, molta predicazione, nel Medioevo per il fedele medio. È nel periodo di Carlo Magno, però, che viene ristabilita l'usanza della predicazione in ogni culto domenicale. Per aiutare i presbiteri nella predicazione, Alcuino prepara il primo lezionario per ogni giorno frestivo e domenica dell'anno con sussidi per i sermoni. Questo sistema non produce molta predicazione ispirata, ma almeno la migliora, soprattutto quando si ripropongono loro i sermoni classici di Agostino, Cesario di Arles ed altri padri della chiesa.

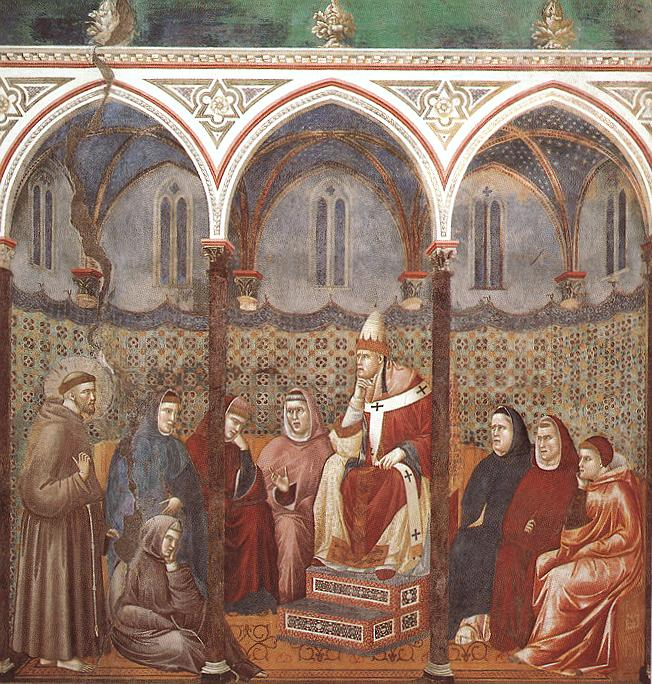
Papa Onorio III ascolta la predica di San Francesco

Nel risveglio dell'arte omiletica prodotto dai frati domenicani e francescani, si producono una grande quantità di sussidi omiletici, con sermoni suggeriti per ogni sorta di occasione. Si distinguono nel dodicesimo secolo, San Domenico di Guzmán, San Francesco d'Assisi, Sant'Antonio di Padova, Sant'Alberto Magno e San Bonaventura da Bagnoregio, come pure Jean Charlier de Gerson, Jan Hus, Nicola Cusano, Giovanni da Capestrano, e Girolamo Savonarola. L'arte di illustrare i sermoni con favole ed allegorie di fantasia, si sviluppa anche in questo periodo, facendo sorgere molte collezioni di exempla a questo proposito. Si stampano anche trattati sulla predicazione, come quello di Humbert de Romans, a cui si deve la raccomandazione di una predicazione che sia quasi quidam cantus (come un canto) e del predicatore che sia coinvolgente come un giullare o un mercante.
Nel tredicesimo secolo appare nei circoli universitari una nuova forma "moderna" di predicazione tematica da brevi testi biblici, con attenta introduzione, transizioni, conclusioni e, naturalmente con l'argomento suddiviso nei "classici tre punti". Era chiamata "moderna" in contrapposizione alla forma più antica di omelia.

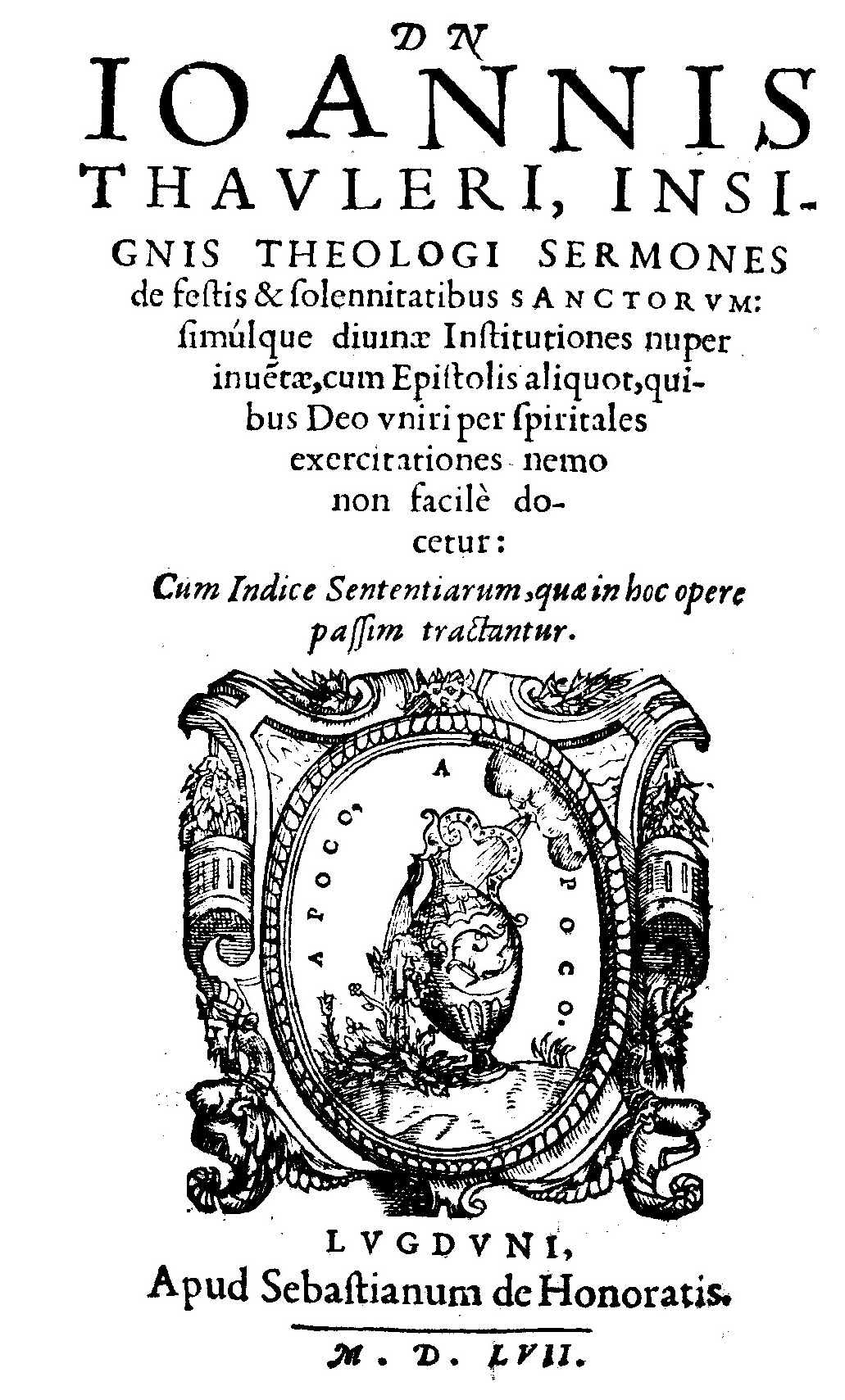
Sermoni di Giovanni Taulero

La Riforma protestante vede la rinascita della predicazione biblica espositiva. Non era, infatti, tanto questione se si dovesse predicare, ma che cosa. Potente predicatore, Martin Lutero aveva conseguito un dottorato in interpretazione della Bibbia. Ulrico Zwingli, ispirato dall'esempio di Crisostomo incomincia a predicare attraverso il vangelo di Matteo capitolo per capitolo, versetto per versetto, trattando argomenti come il servizio militare mercenario, il celibato dei preti, le pratiche religiose superstiziose, la provvidenza e la giustificazione per fede. Giovanni Ecolampadio pure seguiva Crisostomo ed esortava i predicatori a seguire un'esegesi storico-grammaticale, abbandonando l'esegesi allegorica, così popolare nel Medioevo. I Riformatori promuovono pure molto la predicazione catechetica, in particolare Johannes Zwick sottolinea molto la predicazione catechistica rivolta ai bambini. Giovanni Calvino è maestro nell'arte dell'interpretazione biblica e abile linguista. I suoi sermoni sono semplici, chiari ed informativi. Si producono allora opere influenti sull'omiletica, come quelle di Andreas Hyperius (1511-1564) e Bartholomäus Keckermann (1571-1609). Nelle isole britanniche si distingue John Knox come uno dei più eccezionali predicatori della storia.
Nel 1546 la V sessione del Concilio di Trento stabilisce che tutti i sacerdoti (vescovo, arcivescovo, primate, arciprete, pievano e dediti alla cura pastorale) sono tenuti a predicare il Vangelo "nelle domeniche e nelle feste più solenni". Sulle
Nel sedicesimo secolo nella Chiesa cattolica si distingue in modo particolare il cardinale agostiniano Egidio da Viterbo (1469-1532), conosciuto anche come umanista, filosofo neoplatonico e cabalista cristiano, dotato di uno stile omiletico di straordinaria efficacia, capace di commuovere ed entusiasmare qualsiasi uditorio. Egidio è il predicatore preferito da molti papi rinascimentali, da Alessandro VI a Giulio II, da Leone X a Clemente VII.
L'opera più importante sull'omiletica nell'ambito del Puritanesimo è "L'arte di profetizzare" di William Perkins. Nel diciassettesimo secolo si distinguono pure John Preston e Richard Sibbes per il loro stile semplice e potente. I governi si sentivano allora minacciati da predicatori come Richard Baxter, Edmund Calamy e Thomas Goodwin. Alcuni dei migliori predicatori inglesi come John Cotton, Thomas Shepard e John Davenport emigrano in America, ma vi rimangono diventando molto popolari Thomas Watson (famoso per i suoi sermoni sul Catechismo maggiore di Westminster), Thomas Manton e John Flavel (il "predicatore marinaio").
I Paesi Bassi producono un certo numero di notevoli predicatori durante l'epoca d'oro della Repubblica olandese come Gisbert Voetius (predicatore dottrinale), mentre Johannes Cocceius è famoso per aver sviluppato la teologia federale. Fra gli Ugonotti francesi del diciassettesimo secolo vi sono Jean Daillé, ma Pierre Du Moulin e Jean Mestrezat continuano la tradizione riformata di predicazione espositiva e catechetica.
Influenzati dalla retorica classica, il periodo barocco vede un approccio diverso alla predicazione. In Inghilterra Lancelot Andrewes e John Donne predicano raffinati sermoni letterari in appoggio alla Chiesa anglicana di stato e al diritto divino della monarchia inglese. Nella Francia cattolica fiorisce la predicazione barocca di Jacques Bossuet, Louis Bourdaloue e Jean Baptiste Massilion, ammirati alla corte francese che, benché corrotta, amava udire buoni sermoni. Jacques Saurin nei Paesi Bassi e Jean Frédéric Ostervald in Svizzera sono due pastori riformati che seguono le tendenze barocche conservando incorrotta l'ortodossia riformata nonostante l'imperante razionalismo. Johann Lavater a Zurigo e Friedrich Schleiermacher a Berlino cercano di reinterpretare il Calvinismo in un'epoca che aveva largamente abbracciato il deismo.
Scandalizzati dalla superficialità della religione barocca, il Pietismo comincia a portare la predicazione in una direzione diversa. Evitando sia la teologia dottrinale che l'esegesi biblica, il Pietismo si focalizza soprattutto sulle esperienze interiori. Questo porta un grande risveglio in Inghilterra dove John Wesley e George Whitefield predicano a minatori ed operai fuori dalla chiesa istituzionale e dalle strutture liturgiche. A differenza di Wesley, Whitefierld è un calvinista anche se la sua predicazione drammatica ed estemporanea si allontana considerevolmente dal pulpito tradizionale. Andando in America (1739) Whitefield innesca il grande Risveglio insieme a Jonathan Edwards e Gilbert Tennent, che sotto l'influenza sia del Puritanesimo che del Pietismo cominciano a predicare una fede esperienziale.
Appaiono in questo periodo le opere di Charles Simeons Horae Homileticae (21 volumi) pubblicati originalmente nel 1832 e Alexandre Rodolphe Vinet (1747-1847): "Omiletica: la teoria della predicazione", molto popolari ai loro tempi. Si noti pure l'opera di John Albert Broadus, "il principe degli espositori" su "Lezioni sulla storia della predicazione" (1893), Francesco di Sales "Sul predicatore e la predicazione".
L'Evangelicalismo del diciannovesimo secolo è rappresentato in Scozia da Thomas Chalmers e Thomas Guthrie, interessati non solo alla conversione dell'individuo, ma della società. L'esposizione biblica di Friedrich Wilhelm Krummacher contribuisce molto a rivitalizzare le chiese riformate tedesche, mentre in Francia Adolphe Monod rivitalizza la tradizione degli Ugonotti. Alexander Maclaren, Joseph Parker e Charles Haddon Spurgeon parlano con eloquenza al popolo comune della potenza di Dio per trasformare la vita umana. Traggono i loro sermoni da uno studio attento e percettivo della Bibbia ma ignorano i problemi sollevati dalla ricerca biblica moderna. Spurgeon, convinto calvinista può essere considerato uno dei più grandi predicatori della chiesa cristiana.
In America si sviluppa una scuola omiletica distinta ispirata da un forte interesse evangelistico e da zelo profetico. Charles Grandison Finney, che non sopportava le discipline teologiche del Protestantesimo classico, ma profondamente consapevole dei bisogni spirituali della giovane nazione, era il tipico predicatore del revivalismo di frontiera. Predicando la conversione, l'abolizione della schiavitù e la temperanza, essi predicavano una fede che esercitava un forte appello nell'americano medio. Mentre Dwight L. Moody, Billy Sunday e George Truett si dedicavano intensamente all'evangelizzazione, Horace Bushnell e Henry Ward Beecher tendevano sempre di più in direzione del Protestantesimo liberale.
All'inizio del ventesimo secolo Harry Emerson Fosdick con il suo linguaggio diretto, illustrazioni dalla vita quotidiana e il suo illimitato ottimismo segnavano fortemente la tradizione moderna dell'omiletica americana.
Nella Chiesa Cattolica, il periodo post-conciliare (dagli anni sessanta del Novecento) è segnato dal ricorrente impegno a tornare a un modello di predicazione omiletica di qualità marcatamente biblica.
Le tendenze contemporanee nel campo dell'omiletica includono: predicazione liturgica, predicazione olistica, predicazione basata sulla teoria della comunicazione, predicazione liberazionista (alcuni omileti includono in questa categoria predicazione femminista e predicazione nera), predicazione costruita intorno alla teoria del linguaggio, predicazione contestuale, predicazione induttiva, predicazione narrativa. Vi è oggi un rinnovato interesse nella predicazione teologica. Il senso stesso della predicazione viene oggi posto in discussione, soprattutto per la prevalenza oggi della civiltà dell'immagine.

## Nel cristianesimo

### Antico Testamento
Sin dai tempi più remoti, la predicazione gioca un ruolo fondamentale nella vita dell'Antico Testamento. Mosè, Giosuè ed Elia, per esempio, facevano grande uso del discorso di fronte alla comunità riunita. Tutti i più grandi profeti si mettono in evidenza non solo per i loro scritti, ma soprattutto per la loro predicazione. Gli oracoli profetici erano molto probabilmente usati come proclamazione nell'ambito della vita cultuale durante l'Esilio. La sinagoga ebraica sviluppa la pratica di pronunciare discorsi a commento della porzione della Sacra Scrittura letta durante il culto del sabato (cfr. Luca 4:16-21; Atti 15:21).

### Nuovo Testamento
Il Nuovo Testamento si apre con la predicazione di Giovanni il battezzatore che fa riecheggiare il messaggio profetico sulla prossima venuta del Messia e del Regno di Dio. Gesù stesso dedica gran parte del suo ministero alla predicazione, e la sua parola ha un forte impatto al quale nessuno rimane indifferente, dimostrando potenza e l'autorità di Dio stesso. Egli pure invia i suoi discepoli a predicare in suo nome: Andando, predicate e dite: "Il regno dei cieli è vicino" (Matteo 10:7). Egli promette che la loro parola avrebbe avuto la stessa potenza ed autorità della sua: "Chi ascolta voi ascolta me; chi respinge voi respinge me, e chi rifiuta me rifiuta Colui che mi ha mandato" (Luca 10:16). La predicazione stessa, per Gesù, avrebbe causato la diffusione del Regno di Dio fino agli estremi confini del mondo: "Questo vangelo del regno sarà predicato in tutto il mondo, affinché ne sia resa testimonianza a tutte le genti; allora verrà la fine" (Matteo 24:14).
Dopo risurrezione, gli apostoli trovano come Gesù stesso continui il suo ministero attraverso la loro predicazione (di fatto il ministero di Gesù è considerato solo un inizio cfr. Atti 1:1). Essi credono che sia Dio stesso, attraverso la loro predicazione a rivolgere il suo appello all'umanità ed a guarire. Essi non avevano esitazione alcuna ad affermare che stessero predicando la stessa Parola di Dio (cfr. 1 Tessalonicesi 2:13 "Per questa ragione anche noi ringraziamo sempre Dio: perché quando riceveste da noi la parola della predicazione di Dio, voi l'accettaste non come parola di uomini, ma, quale essa è veramente, come parola di Dio, la quale opera efficacemente in voi che credete"; 1 Pietro 1:23 "...perché siete stati rigenerati non da seme corruttibile, ma incorruttibile, cioè mediante la parola vivente e permanente di Dio"). La predicazione è lo strumento privilegiato di Dio per comunicare la salvezza: "Poiché il mondo non ha conosciuto Dio mediante la propria sapienza, è piaciuto a Dio, nella sua sapienza, di salvare i credenti con la pazzia della predicazione" (1 Corinzi 1:21).
Gli apostoli pure credevano che, attraverso la loro predicazione, le potenze della salvezza e della nuova era fossero impiantate nella vita umana e che la storia così si affrettasse all'adempimento dei propositi di Dio di unire tutte le cose in Cristo e perfezionare pienamente la nuova creazione (cfr. Colossesi 1:22-29; Efesini 1.9,10; 3:4-13).
I racconti che descrivono la chiesa primitiva indicano come la predicazione assumesse la forma di esposizione delle Sacre Scritture, non solo come attività missionaria, ma anche nel contesto della comunità riunita dei credenti, specialmente nel Giorno del Signore (Romani 15:4; Atti 18:24-28; 20:7ss). La continuazione di questa pratica si evince pure dalla descrizione che Giustino fa del culto cristiano nel secondo secolo.

### Nel tardo Medioevo
Nel Medioevo l’omiletica vede un fiorire di trattati, esempi, decreti di concili che ne definiscono i connotati. I sermoni hanno la doppia funzione di ammaestramento e proselitismo: servono a radunare i fedeli, attrarne e conquistarne di nuovi, insegnargli il verbo di Dio e mostrargli il modo per svincolarsi dal male imboccando la via della salvezza. Fuori dalla sfera prettamente spirituale, si può riconoscere ai predicatori un’importante funzione sociale, atta a definire e divulgare un codice comportamentale educando il popolo su cosa è giusto e auspicabile fare e su cosa invece va evitato. L’educazione  diventa efficace solo se si riesce a persuadere e convincere a mettere in pratica ciò che viene appreso.
I chierici che predicano devono essere ben istruiti. Devono conoscere il credo, il Pater Nostro, il calendario liturgico, il Vangelo, le omelie fino ad arrivare all’esorcismo e al penitenziale. E non è sconveniente che sappiano scrivere.
Spesso infatti i sermoni vengono scritti prima o trascritti poi, in modo da poter circolare ed essere strumento d’appoggio per gli altri colleghi. Nei primi secoli del Medioevo infatti la predicazione è piuttosto austera, con sermoni non eccessivamente lunghi e adornati, mai del tutto originali. Bisogna limitarsi a ripetere ciò che è già stato detto, ciò che è l’essenziale parola del Signore.
Non mancano i casi in cui i vescovi non sono in grado di predicare, per insufficiente abilità o per impedimenti di altra natura, o che seguano un habitus vitae non esattamente eterodosso. Si ricorre quindi a sostituti, cominciando così a creare l’immagine del predicatore vero e proprio, svincolato dalle altre funzioni ecclesiastiche. A partire dal 1215 questo ruolo viene ufficialmente istituito nel concilio di Roma (con la decima costituzione) grazie ad Innocenzo III, che perseguendo il duplice scopo di reprimere i movimenti eterodossi e favorire la riforma religiosa sente la necessità della presenza di un chierico predicatore adeguatamente istruito in ogni diocesi e in ogni chiesa. L'ordine domenicano e l'ordine francescano si distinguono per abilità e impegno in questo ambito.
La predica diviene tanto utile e importante che nel XV secolo Bernardino da Siena la antepone alla messa e fa della sua predicazione la ragione stessa di vivere: «si non debem praedicare, non debem vivere».
I tempi mutano, e mutano gli scenari in cui si muovono i predicatori. Per venire incontro alle nuove esigenze di rivolgersi a fette sempre più ampie di popolazione nascono le artes praedicandi, generi retorici per rendere la comunicazione religiosa interessante e di facile fruizione. Tra i più importanti risulta il De eruditione praedicatorum di Umberto di Romans, tesoro di dritte e consigli per costruire il sermone nel modo più efficace possibile a seconda del caso, del pubblico, del contesto.
In realtà non c’è da aspettare il XIII secolo per avvertire il valore della predicazione, tanto che nel concilio di Tours dell’813 si dispone: «Et ut easdem omelias quisque aperte transferre studeat in rusticam Romanam linguam aut Thiotiscam, quo facilius cuncti possint intellegere quae dicuntur». La divulgazione richiede la piena comprensione da parte di tutti: il latino universale, ma da pochi compreso, deve fare spazio alla lingua del popolo, il volgare. Il sermo humilis gioca anche un ruolo chiave nel processo di educazione linguistica del popolo. Tuttavia, il latino continua ad essere usato nella stesura e nella trascrizione delle omelie: la prima attestazione scritta in volgare si ha solo nel 1425 con Roberto Caracciolo da Lecce.
Per riuscire nello scopo di far comprendere e penetrare il messaggio, si ricorre all’essenzialità del linguaggio e dei concetti, corredati da esempi ed immagini di facile memorizzazione.
Tra le virtutes elocutionis caratteristiche del sermone c’è la perspicuitas: la parola del predicatore non deve essere ingannatrice, non deve confondere l’uditore, deve al contrario essere limpida in modo che possa rischiarare la sua mente dalle tenebre del peccato. Ascoltandola e comprendendola l’uditore può imparare a discernere ciò che è male da ciò che è bene per guardarsi dalla perdizione e conseguire una vita retta e irreprensibile. Non solo: l’uditore si sentirà infuocato, traboccante dell’amore per Dio e per la verità da Lui rivelata.
Per ottenere la perfetta riuscita della predicazione occorre adottare la tecnica dell’aptum, adattando tema, stile e linguaggio ai luoghi, ai tempi e soprattutto alla tipologia di pubblico alla quale si parla, considerandone la categoria sociale, il genere, il ruolo istituzionale. In questo modo non solo si guadagna in termini di comprensione ed efficacia, ma si apre anche la possibilità di allargare la predicazione oltre i luoghi di culto, nei boschi, nelle piazze, davanti ai focolari, e in generale in tutti i luoghi dove ci siano congregate delle persone, riuscendo così a raggiungere tutti gli strati della popolazione.
Il primo a distaccarsi dall’originaria omiletica più sobria è Francesco d’Assisi con il suo stile concionatorio e la sua teatralità. I suoi epigoni ne fanno un’arte: nomi come Giordano da Pisa, Bernardino da Siena, Giovanni da Capestrano, Roberto Caracciolo o Bernardino da Feltre diventano famosi per la loro predicazione spettacolare.
Si mettono a punto delle vere e proprie tecniche per raggruppare il maggior numero di persone, mantenere e accrescere il pubblico: creare aspettative, proclamare tematiche nuove o inusuali, giocare sulla curiosità umana, rimandare al domani un discorso iniziato oggi, esortare solo gli uomini dabbene a rimanere sollecitando la dipartita di mascalzoni, correggere gli errori dolcemente e progressivamente, affrontare tematiche scabrose adattandosi alla reazione del proprio pubblico.
Si inseriscono dialoghi, contraddittori, pause ad effetto, intercalari, exempla, battute, fino ad arrivare a gesti, effetti speciali, immagini e tutto ciò che può impressionare e commuovere il pubblico. Lo scopo è triplice: attrarre, convincere e favorire la memorizzazione. Per far questo si attuano dunque anche tutti gli elementi performativi: modulazione della voce, gestualità, espressioni, mimica facciale e corporale. Si è parlato di veri e propri sermoni semidrammatici, piccole messinscene all’interno delle omelie. Non mancano parole crude, immagini forti, racconti sulla morte e sulle lotte di potere, oggetti fortemente suggestivi, predicazioni tenute presso cimiteri, minacce di pestilenze, sciagure o incursioni turche. Si usa anche distribuire immagini, brevi, lettere, messaggi da portare sempre appresso. Utile espediente è anche la comicità, se ben equilibrata, che viene garantita da exempla e racconti gustosi dallo sfondo edificante.
Qualche esempio. Giovanni da Capestrano durante una predica sulla morte e sulla dannazione sfodera un teschio, mentre Roberto da Lecce parlando delle crociate si toglie il saio rivelando un’armatura. Non è infatti raro che si ricorra a vestiari particolari e suggestivi, come nel caso di Giovanni Novello a Forlì nel 1487, presentatosi scalzo e coperto di pelle d’agnello, guanti di volpe, con un cappuccio di tela nera e un cappello di feltro bigio. A volte addirittura si fa nascondere qualcuno sotto al pulpito che simuli le grida dei dannati o suoni la tromba del Giudizio Universale.
All’inizio la predicazione avviene nelle chiese. Per garantire la massima capienza, perfetta visibilità e acustica i nuovi Ordini mendicanti iniziano a sviluppare un’edilizia particolare, detta Hallenkirche: a sala, grande, luminosa, con ampie navate della stessa altezza. Il pubblico diventa così numeroso che diventa necessario spostarsi nelle piazze, portando in taluni casi alla costruzione di un pulpito permanente a ridosso delle mura della chiesa. Le prediche vengono tenute in ogni condizione meteorologica e per garantire la presenza di quante più persone possibile spesso viene richiesto ai Consigli cittadini di promulgare dei bandi che ritardino l’apertura delle botteghe fino a predica terminata. Tantissimi percorrono miglia e miglia per poter partecipare alla predica, i predicatori più famosi hanno addirittura degli habitué che li seguono anche nelle città più lontane. Molti prendono l’abitudine di alzarsi di notte per potersi assicurare un buon posto. Spesso le prediche si tengono all’alba e durano dalle due alle sei ore, ma è possibile anche trovarne di sera. Nei periodi liturgici si predica tutti i giorni, a volte anche due volte al giorno, fino ad arrivare a cinque volte nel caso di sant’Antonio o Giovanni Dominici.